# 푸루샤메다
푸루샤메다(산스크리트어: पुरुषमेद) 또는 나라메다(산스크리트어: नरमेध)는 인신공양의 슈라우타 의식이다. 수클라 야주르베다에 배열된 바자산녜이 삼히타-사타파나 브라마나-카트야야나 스라우타 수트라(Vajasaneyi Samhita-Sataphana Brahmana-Katyayana Srauta Sutra) 문헌에는 가장 자세한 내용이 포함되어 있다. 1805년 콜브루크가 이 문제를 주목한 이후 실제 인신공양이 발생했는지 여부가 논쟁이 되었으며, 그는 그것을 상징적인 의식으로 여겼다. 수행중인 푸루샤메다에 대한 비문적 또는 다른 기록이 없기 때문에 일부 학자들은 단순히 희생 가능성을 다듬기 위해 발명되었다고 주장한다. 아스코 파르폴라는 실제 인신공양이 베다 문헌에 설명되어 있는 반면 브라마나에서는 관행이 감소하는 모습이 보인다고 주장한다. 사타파타 브라마나 13.6.2에서는 진행을 중단하기 위해 미묘한 목소리가 개입한다. 파니니의 아스타디야이(Aṣṭādhyāyī)의 다투파타(dhatupatha)는 뿌리(메다)를 에너지가 유익한 것을 수행하기 위해 상승시키는 것으로 정의한다.

## 역사적인 발전

### 베다 시대
학자들은 푸루샤메다가 시행된 적이 있는지 의심하고 있지만, 얀 호벤에 따르면 관련 증거가 적기 때문에 실제 인신공양의 발생을 증명하기 어려울 것이다.

### 슈라마나 종교의 부상
얀 호벤에 따르면 초기 베다 시대에 이어 의식에서 폭력에 대한 당혹스러움이 뒤따랐던 이 시기는 불교와 자이나교와 같은 슈라마나 종교의 부상에 해당하며, 두 종교 모두 비폭력(아힘사)을 강조한다. 이 시기는 또한 푸루샤메다의 희생자들이 석방되어야 한다고 말하는 샤타파타 브라마나의 구성과 비폭력을 미덕으로 나열한 찬도기야 우파니샤드의 구성과 일치한다.

### 미맘사운동
얀 호벤에 따르면 슈라마나 시대에 이어 베다 의식주의자들이 불교와 자이나교 비판에 맞서 그들의 행동을 방어하려고 시도한 또 다른 시기가 뒤따랐으며, 이 시기는 다르마에 관한 문제에 대해 베다가 유일한 권위자라고 주장하였던 미맘사 철학 학파의 부상과 일치한다.

### 중세 시대
10세기까지 푸루샤메다는 칼리-바르자야스(Kali-varjyas) 목록에 포함되거나 칼리 유가에서 금지된 행위이다. 이것은 문헌이 작성될 때 인신공양이 쓸모없게 되었다는 것을 시사하지만, 한편으로는 푸루샤메다가 어떤 경우에 실제 인신공양으로 완성되었을 수도 있음을 시사한다. 즉, 칼리-바르자야스 목록에 금지 사항이 포함되어 있다는 사실은 적어도 한 명의 저자가 의식의 수행자가 의식의 설명을 살인과 식인 풍습의 범위에서 의식을 수행하기 위한 도덕적 허용으로 여기게 될 가능성을 심각하게 두려워했음을 보여준다. 이것은 샤타파타 브라마나의 구성 시기 동안 순전히 상징적인 의식이더라도 칼리 바르자야스 목록에 포함시키는 그럴듯한 이유이다. 그러나 이 의식이 인간을 학살하고 육체를 소비하는 것으로 끝났는지 여부는 지금까지 학문적 추측의 문제로 남아 있다.

## 힌두 서사시
아이타레야 브라마나는 하리시찬드라 왕이 수행한 희생의 이야기를 들려준다. 아이가 없는 왕은 바루나에게 아들을 낳아달라고 요청했고, 그 대가로 바루나는 그에게 아이를 희생해달라고 부탁하였다. 하리시찬드라는 희생의 수행을 연기하고 그의 아들 로히타 로히타가 나이가 들도록 허용하였으며, 결국 로히타는 자신을 대신할 수 있는 사람을 찾기 위해 숲 속으로 방황한다. 그는 아들 수나세파를 그에게 넘겨주는 아지가르타라는 불쌍한 브라만을 만난다. 수나세파는 말뚝에 묶였지만, 비슈바미트라에게 배운 몇 가지 만트라를 암송하며 풀려나게 되었다. 이 이야기는 바가바타 푸라나에 재수록되었다.

## 베단타와푸라나
인신공양과 식인 풍습은 바가바타 푸라나(5.26.31)에서 명시적으로 비난받는다. 찬도기야 우파니샤드(3.16)에서는 푸루샤메다가 실제로 삶 그 자체에 대한 은유라고 말하며, 다양한 삶의 단계를 제공되는 봉헌물과 비교한다.

## 견해
헬메르 린그게른(Helmer Ringgren)은 푸루샤메다의 흔적이 명확하게 감지되지 않는다고 판단하였다.
아리야 사마지(Arya Samaj)의 창립자인 다야난다 사라스와티(Dayananda Saraswati)는 바이디카 야그나스(vaidika yagñas)에서 어떤 종류의 인간 또는 동물 희생도 거부하였다.
2000년 11월, 샨티쿠니지 하리와르(Shantikunj Haridwar)에서 전세계 가야트리 파리와르(All World Gayatri Pariwar)에 의해 현대판 푸루샤메다가 조직되어 12년의 유그산디 마하푸라스차라라나(Yugsandhi Mahapurascharana)가 완성되었다. 스리잔 산칼프 비부티 비부티 마하야갸(Srijan Sankalp Vibhuti Mahayagya)라는 이름의 이 프로그램에서 참가자들은 유프(Yup)와 결속을 맺고 자신의 삶을 희생으로 사회 복지에 바칠 것을 맹세해야 했다. 야갸는 갠지스강의 뱅크 위에 있는 1551 쿤다스에서 수행되었으며, 400만 신자들이 참석하였다.

## 같이 보기
- 브라만교
- 인신공양
- 슈라우타

## 메모
1. ↑  "I therefore discuss first a few important textual references and their interpretation, hoping to establish beyond reasonable doubt that Vedic texts do indeed attest to real human sacrifices performed within the memory preserved by the authors, and that by the time of the Brahmana texts, the actual practice of bloody offering had already begun to diminish." Parpola (2007) p. 161
2. ↑  "There is no inscriptional or other record that a purusamedha was ever performed, leading some scholars to suggest it was simply invented to round out sacrificial possibilities." (pg. 237)

## 참고 문헌
- Knipe, David M. (2015), 《Vedic Voices: Intimate Narratives of a Living Andhra Tradition》, Oxford: Oxford University Press
- Parpola, A. 'Human Sacrifice in India in Vedic Times and Before' in Bremmer, J.N. (2007): The Strange World of Human Sacrifice, Peeters